# Мариналдо, Сисеро да Силва
Мариналдо Сисеро да Силва Чумбиньо (порт.-браз. Marinaldo Cícero da Silva Chumbinho; 21 сентября 1986, Палмарис-Паулиста) — бразильский футболист, полузащитник.

## Биография
Первый профессиональный контракт Чумбиньо подписал с «Сан-Паулу» в 2005 году. В первом полугодии 2006 года был отдан в аренду в команду «Америку», вторую половину провёл в японском «Касима Антлерс». Затем перешёл в «Коритибу», а позже в «Понте-Прету» и в 2008 году в «Риу-Клару».
Сезон 2008/09 хавбек провёл в португальской лиге, в составе «Лейшойнш». Вместе с командой занял 6-е место в чемпионате Португалии. Чумбиньо забил два гола 18-ти матчах.
С 2009 по 2013 год бразилец выступал в Греции, защищая цвета клубов «Этникос», «Олимпиакос», «Пансерраикос», ОФИ, «Левадиакос» и «Атромитос».
В июле 2013 года, после четырех лет в Греции, Чумбиньо подписал двухлетний контракт с азербайджанской премьер-лигой с клубом "Карабах". в июле 2015 года. 23 января 2016 года бразильский полузащитник уже находится в Греции, чтобы завершить сделку с «Атромитосом» . 28-летний бывший игрок Карабаха пройдет медосмотр и подпишет контракт до лета 2017 года со своим новым клубом. 13 июня 2016 года он подписал двухлетний контракт со своим бывшим клубом «Левадиакос» за вознаграждение, которое не разглашается. В ноябре 2018 года он был освобожден клубом.

## Достижения
«Карабах» (Агдам)
Чемпион Азербайджана (2): 2013/14, 2014/15